# Vöröscsőrű rigó
A vöröscsőrű rigó (Turdus libonyana) a madarak osztályának verébalakúak (Passeriformes) rendjébe és a rigófélék (Turdidae) rendjébe tartozó faj.

## Rendszerezése
A fajt Andrew Smith skót ornitológus írta le 1836-ban, a Merula nembe Merula libonyana néven.

## Alfajai
- Turdus libonyana tropicalis (W. Peters, 1881) - Burundi, Tanzánia, Malawi és Mozambik északi része
- Turdus libonyana verreauxii (Bocage, 1869) - a Kongói Demokratikus Köztársaság déli része, Angola, Zambia, észak-Botswana és nyugat-Zimbabwe
- Turdus libonyana libonyana (A. Smith, 1836) - közép- és dél-Botswana és a Dél-afrikai Köztársaság északi és északkeleti része
- Turdus libonyana peripheris (Clancey, 1952) - Mozambik déli része és a Dél-afrikai Köztársaság keleti része, Lesotho és Szváziföld [2]

## Előfordulása
Afrikában, Angola, Botswana, Burundi, a Dél-afrikai Köztársaság, a Kongói Demokratikus Köztársaság, Lesotho, Malawi, Mozambik, Namíbia, Szváziföld, Tanzánia, Zambia és Zimbabwe területén honos.
Természetes élőhelyei a szavannák és cserjések, szántóföldek, ültetvények és vidéki kertek.

## Megjelenése
Testhossza 23 centiméter, testtömege 51–82 gramm.

## Életmódja
Gerinctelenekkel táplálkozik, főként rovarokkal.
|  |

## Szaporodása
Fészekalja 2-4 tojásból áll.

## Természetvédelmi helyzete
Az elterjedési területe rendkívül nagy, egyedszáma pedig stabil. A Természetvédelmi Világszövetség Vörös listáján nem fenyegetett fajként szerepel.